# Championnat de France masculin de volley-ball 1965-1966
Navigation
Saison précédente Saison suivante
Le Championnat de France de volley-ball Nationale 1 1965-1966 a opposé les seize meilleures équipes françaises de volley-ball.

## Listes des équipes en compétition
| \| Paris: · Racing club de France · Paris UC · AS Russe Asnières Paris Strasbourg Colombes Tourcoing Rennes \| Localisation des clubs de la Poule A engagés dans le championnat. |
| Paris: · Racing club de France · Paris UC · AS Russe Asnières Paris Strasbourg Colombes Tourcoing Rennes                                                                         |

| \| Paris: · Stade Français · US Métro Cannes Paris Lyon Montpellier Saint-Maur-des-Fossés Puteaux Marseille \| Localisation des clubs de la Poule B engagés dans le championnat. |
| Paris: · Stade Français · US Métro Cannes Paris Lyon Montpellier Saint-Maur-des-Fossés Puteaux Marseille                                                                         |

| Asnières sports                   |
| Association sportive de Cannes    |
| SC Colombes                       |
| ASUL Lyon Volley-Ball             |
| Stade Marseillais Université Club |
| US Métro                          |
| Montpellier Université Club       |
| Paris Université Club             |
| Club sportif municipal de Puteaux |
| Racing club de France             |
| Rennes Étudiants Club             |
| Association sportive Russe        |
| VGA Saint-Maur                    |
| Stade Français                    |
| Racing Club de Strasbourg         |
| Saint-Michel Tourcoing Sports     |

## Formule de la compétition
- Nouvelle formule, le championnat passe d'un groupe de huit équipes à deux groupes de huit.
- Saison régulière :
  - 2 poules de huit équipes qui s'affrontent en match aller/retour
  - Les deux premiers de chaque poule sont qualifiés pour la poule finale, les deux derniers sont relégués en Nationale 2
- Poule finale :
  - Les quatre équipes finalistes s'affrontent en deux tournois organisés chez les vainqueurs de poules, les résultats de la saison régulière sont conservés.

## Saison régulière

### Poule A (Nord)
| # | Équipe         | Pts | J  | G  | P  | SP | SC |
| 1 | Paris UC       | 28  | 14 | 14 | 0  | 42 | 7  |
| 2 | Asnières       | 26  | 14 | 12 | 2  | 40 | 11 |
| 3 | Strasbourg (P) | 23  | 14 | 9  | 5  | 30 | 26 |
| 4 | RC France      | 21  | 14 | 7  | 7  | 30 | 25 |
| 5 | Colombes (P)   | 21  | 14 | 7  | 7  | 25 | 31 |
| 6 | Tourcoing      | 18  | 14 | 4  | 10 | 20 | 31 |
| 7 | Rennes (P)     | 16  | 14 | 2  | 12 | 14 | 38 |
| 8 | AS Russe       | 15  | 14 | 1  | 13 | 9  | 41 |

|     | Qualification pour la poule finale 1966 |
|     | Relégation en Nationale 2               |
| (P) | Promu 1965                              |

### Poule B (Sud)
| # | Équipe                    | Pts | J  | G  | P  | SP | SC |
| 1 | Marseille                 | 28  | 14 | 14 | 0  | 42 | 5  |
| 2 | Stade Français            | 26  | 14 | 12 | 2  | 38 | 16 |
| 3 | Cannes                    | 23  | 14 | 9  | 5  | 30 | 17 |
| 4 | Lyon (P)                  | 20  | 14 | 6  | 8  | 26 | 28 |
| 5 | Saint-Maur-des-Fossés (P) | 20  | 14 | 6  | 8  | 24 | 28 |
| 6 | US Métro (P)              | 19  | 14 | 5  | 9  | 20 | 33 |
| 7 | Montpellier               | 18  | 14 | 4  | 10 | 20 | 37 |
| 8 | Puteaux                   | 14  | 14 | 0  | 14 | 6  | 42 |

|     | Qualification pour la poule finale 1966 |
|     | Relégation en Nationale 2               |
| (P) | Promu 1965                              |

## Poule finale

### Classement
| # | Équipe         |
| 1 | Asnières       |
| ? | Paris UC       |
| ? | Marseille      |
| ? | Stade Français |

## Bilan de la saison
| Tableau d'Honneur |                 |
| Compétition       | Vainqueur       |
| Nationale 1       | Asnières sports |

| Qualifications européennes 1966-1967 |                 |
| Compétition                          | Qualifiés       |
| Coupe d'Europe des Clubs Champions   | Asnières sports |

| Promotions et relégations |                                                        |
| Relégués en Nationale 2   | Rennes EC AS Russe Montpellier UC CSM Puteaux          |
| Promus de Nationale 2     | CO Joinville JSM Lille ASPTT Montpellier Arago de Sète |